# Góra Kamionka (Garb Tenczyński)
Góra Kamionka – wzgórze o wysokości 358,4 m n.p.m. Znajduje się na Garbie Tenczyńskim w  miejscowości Regulice w województwie małopolskim.